# ブレイデン・シューメイク
ブレイデン・ジャック・シューメイク（Braden Jack Shewmake, 1997年11月19日 - ）は、アメリカ合衆国テキサス州ワイリー出身のプロ野球選手（遊撃手）。右投右打。MLBのニューヨーク・ヤンキース所属。

## 経歴

### プロ入りとブレーブス時代
2019年のMLBドラフト1巡目（全体21位）でアトランタ・ブレーブスから指名されプロ入り。
2020年は新型コロナウイルスの影響でマイナーリーグの試合が開催されなかったため、公式戦の出場は無かった。
2022年11月15日、ルール5ドラフトでの流出を防ぐために40人枠入りした。
2023年5月5日、メジャーリーグに初昇格し、その日のボルチモア・オリオールズ戦でデビューを果たした。しかし、当時正遊撃手であったオルランド・アルシアの壁が高く、メジャーに定着することはできなかった。この年のメジャーでの出場はわずか2試合にとどまった。

### ホワイトソックス時代
2023年11月16日、アーロン・バマーのトレードでマイケル・ソロカ、ニッキー・ロペス、ジャレッド・シュスター、ライリー・ゴーウェンスと共にシカゴ・ホワイトソックス移籍した。ホワイトソックスでは29試合に出場したが、打率.125、出塁率.134、長打率.203、本塁打1本、4打点と結果を残せなかった。2025年1月1日、タイラー・ギルバートの獲得に伴いDFAとなった。

### ヤンキース時代
2025年1月8日にウェイバー公示を経てカンザスシティ・ロイヤルズへ移籍したが、2月5日に再びDFAとなった。その後、1月31日にウェイバー公示を経てニューヨーク・ヤンキースに移籍した。